# Golden Grove, Jamaica
Golden Grove är en ort i Jamaica.   Den ligger i parishen Parish of Saint Thomas, i den östra delen av landet, 60 km öster om huvudstaden Kingston. Golden Grove ligger 15 meter över havet och antalet invånare är 3 058. Den ligger på ön Jamaica.
Terrängen runt Golden Grove är varierad.  Närmaste större samhälle är Morant Bay, 15,6 km väster om Golden Grove. 